# Moï Ver

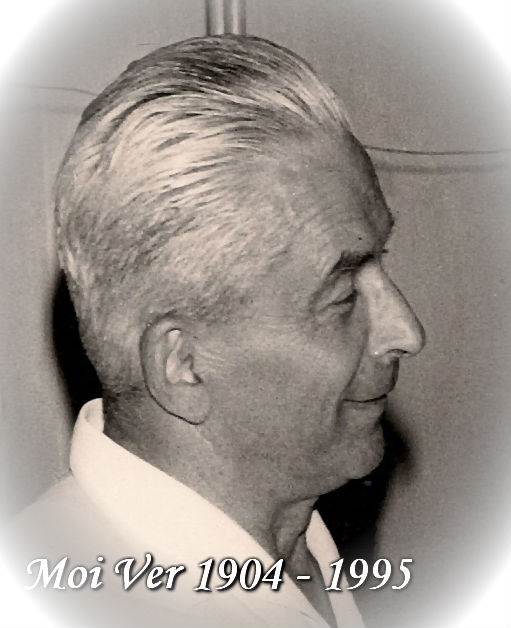
Moï Ver

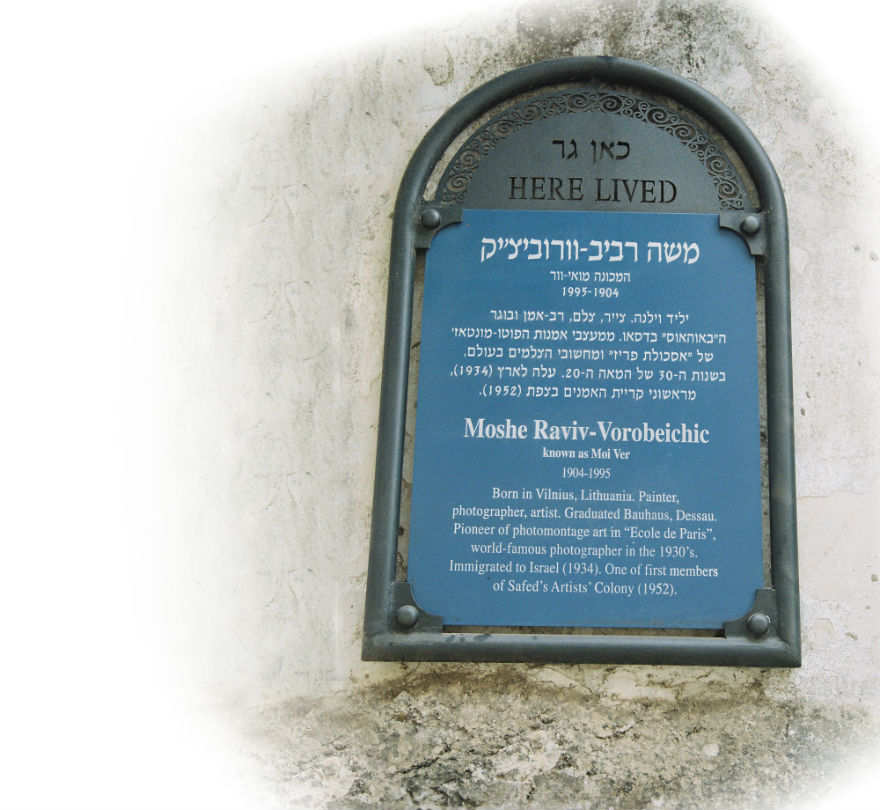
Gedenktafel in Safed

Moï Ver (* 5. Dezember 1904 in Lebedewo, Belarus; † 18. Januar 1995 in Safed, Israel) später Moshe Raviv, (bürgerlich Moses Vorobeichic im deutschen Sprachraum M. Vorobeichich) war ein Fotograf und Maler.

## Leben
Moses Vorobeichic studierte zuerst in Vilnius Malerei, wechselte 1927 ans Bauhaus nach Dessau, wo er u. a. bei Paul Klee und Wassily Kandinsky studierte. Dort setzte er sich das erste Mal mit der Fotografie auseinander. Später ging er auf die Ecole de photo et du cinéma nach Paris. Sein erstes größeres Projekt war eine Studie über Vilnius, die er in Form von Fotocollagen in einer Ausstellung beim zionistischen Kongress 1929 in Zürich zeigte und mit der Unterstützung von Emil Schaeffer, dem Herausgeber der Schaubuch-Reihe, und einem Vorwort von Zalman Shneur 1931 als Buch veröffentlichte. Das Buch erschien in sechs zweisprachigen Versionen (hebräisch-jiddisch; hebr.-englisch; hebr.-deutsch; jidd.-deutsch; englisch-deutsch) mit einer Gesamtauflage von 12.500 Exemplaren. Vorobeytshik zeigte in moderner Form das Leben der orthodoxen Juden seiner Heimatstadt zur Zeit des Pessach 1929.
Bekanntheit erlangte er als Moï Ver mit dem Bildband über Paris (auch 1931). Paris wurde in einer Auflage von 1000 Stück veröffentlicht und gilt heute als ein zentrales Werk der Photographie. Eine Neuauflage des Werkes erfolgte 2004 (erneut 1000 Exemplare).
Ebenfalls 1931 entstand sein Entwurf zu Ci-contre. Der Entwurf fand wegen der Machtübernahme der Nationalsozialisten keinen Verlag und blieb bis zu Moï Vers 100. Geburtstag unveröffentlicht. Im Jahr 2004 fand einerseits die Veröffentlichung des Buches als auch eine Ausstellung der Bilder in Ci-contre durch die Pinakothek der Moderne in München und 2006 im Sprengel Museum Hannover statt.
1934 wanderte Vorobeichic nach Palästina aus. Anfangs arbeitete er weiter als Fotograf und erledigte Dokumentationen und Werbeaufträge. Später wandte er sich der religiösen Malerei zu.
Vorobeichic gehört zu den Gründern der Künstlerkolonie Safed, in der er seit 1950 als Moshe Raviv (nicht zu verwechseln mit dem gleichnamigen Botschafter Israels in Großbritannien) arbeitete. Er starb dort im Jahr 1995.

## Veröffentlichungen
- 1931, Ein Ghetto im Osten – Wilna. Schaubücher, 27. Orell-Füssli-Verlag, Zürich 1931.

Neuausgabe mit einem Vorwort von Herbert A. Strauss, Hentrich, Berlin 1984
- 1931 , Paris, Vorwort von Fernand Léger, Jeane Walter Verlag, Paris
- 2004, Ci-contre, 110 photos de Moï Wer, Moshé Raviv-Vorobeichic ; (erschienen im Zusammenhang mit einer Ausstellung in der Pinakothek der Moderne, Sammlung Moderne Kunst), München, Hrsg. von Ann u. Jürgen Wilde, Zülpich-Mülheim, ISBN 3-00-014809-4